# Rifles of the IRA
Rifles of the I.R.A. (Engels voor geweren van het I.R.A.) is een Iers verzetslied, vaak gecatalogiseerd onder de Ierse rebel-muziek.
De tekst handelt over de Paasopstand en de daaropvolgende strijd tussen het Iers Republikeins Leger (het IRA) en de zogenaamde "Black and Tans", zo genoemd naar hun zwart-met-bruine uniform, een soort militie die door de Britten gebruikt werd om de Ierse opstand in de kiem te smoren.
De tekst, zoals gezongen door de Wolfe Tones op hun gelijknamige album, luidt als volgt: